# Pólipos de colon y recto
Un pólipo es una tumoración o protuberancia circunscrita visible macroscópicamente que se proyecta en la superficie de una mucosa. Algunos estudios indican que se encuentran presentes en el 28% de la población.

## Antecedentes históricos
La importancia de los pólipos de recto y colon radica esencialmente en su relación con el cáncer que afecta a estas zonas del tubo digestivo. 
En 1927, John Lockhart-Mummery y Cuthbert E. Dukes publican un estudio que relaciona el cáncer de recto y colon con tejidos adenomatosos, es decir con un tejido anormal que constituye el sustrato del tipo de pólipo con potencial maligno más frecuente:  el pólipo adenomatoso. En la década de 1970 se estableció claramente el concepto de una secuencia pólipo-carcinoma lo que a su vez sirve de base para realizar estudios de detección temprana con el objeto de pesquisar y tratar esta enfermedad en sus estadios más iniciales.

## Clasificación
a) Según la histología
1. Pólipo neoplásico epitelial o pólipos adenomatosos o adenomas: Adenoma tubular, adenoma tubulovelloso y adenoma velloso.
2. Pólipo neoplásico no epitelial: Leiomiomas, lipomas, neurofibromas y hemangiomas.
3. Pólipo hamartomatoso: Pólipo juvenil, pólipo de Peutz-Jeghers.
4. Pólipo inflamatorio: Pólipo linfoide benigno. No suelen ser malignos.
5. Pólipo hiperplásico: No tienen potencial maligno.[3] Su clasificación como subgrupo de los pólipos serrados puede generar confusión pues este incluye además los adenomas serrados sésiles y los adenomas serrados tradicionales los cuales sí tienen potencial maligno[3][4]

b) Según la forma de crecimiento
1. Pólipo pediculado: Tienen un tallo de implantación de unos 1,5 cm e implican menos malignidad porque la degeneración cancerosa tarda en llegar más a la base de sujeción.
2. Pólipo sésil: Tienen una base de implantación amplia (sin tallo) de unos 2 cm e implican mayor malignidad porque la degeneración cancerosa llega antes a la base.

La mayoría de cánceres colorrectales proceden de un adenoma, previamente benigno y posteriormente malignizado. Los adenomas son los tumores benignos más frecuentes del intestino, la mayoría de ellos localizados en colon y recto. El tiempo necesario para que se produzca la transformación adenoma-carcinoma es superior a los 5 años, con una media entre 10-15 años.

## Histología de los pólipos adenomatosos
- Adenoma tubular: formado por túbulos epiteliales, es pequeño y puede ser sésil o pediculado.
- Adenoma velloso: formado por procesos digitiformes o papilares constituidos por tejido conectivo recubierto de células epiteliales. Suele ser más voluminoso que los adenomas tubulares y sésil en la mayoría de los casos. El adenoma velloso, por su histología y mayor volumen es el que mayor potencial de malignidad posee.
- Adenoma mixto tubulo-velloso o mixto: que participa de las características de ambos tipos.
- Adenoma serrado: Corresponde a un pólipo con áreas hiperplásicas y áreas adenomatosas, con un mayor potencial maligno que el adenoma puro.

## Factores del mal pronóstico de un adenoma
Sólo los adenomas son claramente premalignos, y únicamente una minoría se transforman en cáncer. Los estudios de detección precoz en la población general y las autopsias, han revelado que los pólipos adenomatosos en el colon se pueden encontrar en un 30% de las personas de edad media o avanzada. Teniendo en cuenta esta prevalencia y la incidencia conocida de cánceres colorrectales, parece que menos del 1% de los pólipos llegan a ser malignos.
Los factores que determinan la transformación maligna de un adenoma son:
1. El tamaño del adenoma o del pólipo, de tal manera que cuanto mayor sea el tamaño mayor será la probabilidad de cáncer, siendo insignificante (menor del 2%) en lesiones menores de 1,5 cm, intermedia (2 a 10%) en lesiones de 1,5 a 2,5 cm de tamaño y alta (45%) en lesiones mayores de 2,5 cm.
2. El tipo histológico, de forma que la probabilidad de transformación en una carcinoma es del 40% en un adenoma velloso y del 5% en un adenoma tubular.
3. La presencia de displasia epitelial, que aumenta la probabilidad de que un pólipo maliginice. Se observan frecuentemente en la enfermedad inflamatoria intestinal.
4. Parámetros clínicos: Edad avanzada, historia familiar de poliposis, recidiva tras escisión local.
5. Parámetros morfológicos: Tamaño mayor de 2 centímetros, múltiples, adenomas vellosos, tiempo de evolución.

Para que un pólipo adenomatoso se transforme en un carcinoma es preciso la activación de oncogenes por mutaciones que promueven la proliferación alterada de la mucosa del colon, seguida de la pérdida de genes que suprimen la génesis tumoral.

## Síntomas
- La mayoría de los pólipos de colon son asintomáticos y se descubren de forma casual durante una exploración indicada por otro motivo.
- Algunos adenomas pueden sangrar: En menos del 5% de los pacientes con pólipos se puede encontrar sangre oculta en heces.
- Si son grandes y pediculados pueden provocar Dolor o alteraciones de la motilidad con diarrea.
- El adenoma velloso puede producir gran cantidad de moco que es eliminado en forma de falsa diarrea. Si la pérdida es continua y abundante provoca una pérdida abundante de potasio, lo que genera hipokalemia, a la que suelen añadirse hiponatremia e hipocloremia.

## Diagnóstico
Los pólipos de colon se suelen detectar por endoscopia (proctosigmoidoscopia o colonoscopia) o por enema opaco. Tras la detección de un pólipo adenomatoso, se debe estudiar todo el intestino grueso, ya que en un tercio de los casos hay lesiones coexistentes. La colonoscopia se debe repetir periódicamente, incluso si antes no se haya demostrado malignidad, porque estos pacientes tienen una probabilidad de un 30 a un 50% de presentar otro adenoma, y su riesgo de padecer cáncer colorrectal es superior a la media. Un estudio realizado en los EE. UU. en los años 80, denominado National Polip Study, sugiere repetir la colonoscopia cada 3 años.

## Tratamiento
- Actualmente se considera que se debe extirpar todo tipo de pólipo (polipectomía) porque éstos revisten riesgo potencial, a pesar de que la polipectomía endoscópica no está exenta de riesgos, entre 1-2% casos ( principalmente hemorragia y/o perforacíon de colon, requiriendo a veces cirugía urgente para su resolución).
- Si el adenoma es menor de 1 cm, tienen bajo riesgo de malignización. Si el pólipo mide más de 2 cm ya puede haber degenerado.
- Si el adenoma es mayor de 1 cm, se extirpan vía endoscópica (polipectomía endoscópica) aquellos en los que el tamaño, situación y grado de malignidad lo permita. Se utilizarán las técnicas de resección por vía endoanal o la vía posterior transesfinteriana para aquellos adenomas vellosos malignizados que no han sobrepasado la capa muscular. En los tumores con signos de malignización situados en tercios medio y superior se hará resección anterior del recto.

## Prevención del cáncer colorrectal
La prevención y detección precoz del cáncer colorrectal es posible debido a que la mayoría de los tumores de colon se forman a partir de pólipos adenomatosos. La extirpación de los pólipos puede disminuir el riesgo de que una persona contraiga cáncer. El diagnóstico precoz puede reducir el número de casos de cáncer de colon al promover la detección y extirpación de pólipos que pueden convertirse en cancerosos, y también pueden reducir la tasa de mortalidad debida al cáncer colorrectal al detectar la enfermedad en sus etapas más iniciales, cuando es altamente curable.